# BuildEXT
A BuildEXT egy magyar alapítású generáltervező nemzetközi építésziroda és projektmenedzsment cég, budapesti székhellyel. ISO 9001 és ISO 19650 minősítéssel rendelkezik. Tagja a Német-Magyar Ipari és Kereskedelmi Kamarának (DUIHK), a Kanadai Kereskedelmi Kamarának  és az Építési Vállalkozók Országos Szövetségének (ÉVOSZ).

## Története
A BuildEXT története 2008-ban kezdődött, amikor is Livják Csaba megalapította a Livják Design Stúdió Kft.-t, mely építészeti tervezéssel foglalkozott. A cég 2010-ben N-Gon Stúdió Kft.-vé alakult, szintén tervezőirodaként működött. Maga a BuildEXT Kft. 2019 óta létezik ezen a néven, a BIM, azaz a Building Information Modeling - épületinformációs modellezés módszertanát implementálta folyamataiba. Ez a rendszer különböző eszközök és technológiák által támogatott workflow, amely magában foglalja a helyek fizikai és funkcionális jellemzőinek digitális reprezentációinak létrehozását és kezelését. A BuildEXT a Building Information Modelling, azaz a BIM metodika alkalmazásának terén ért el hazai és nemzetközi ismertséget.

## Díjai
- TOP 10 BIM Solutions Providers in Europe 2022[6]
- Design Management Díj 2021[7]